# 埭头镇 (莆田市)
埭头镇（/tø˨˩ lau˩˧/）是中国福建省莆田市秀屿区下辖的一个镇。

## 乡镇概况
埭头镇位于秀屿区东部沿海突出部，三面环海，南靠平海湾，兴化湾南岸，海岸线长约25公里。劳动人民与海争地，围埭造田，发展农业生产，其定居点多以“埭”为名。此地是当时居地中心，形成第一大墟市交易地；“第一”与“头名”意同，故称埭头。辖区陆地面积102平方公里，耕地面积5.39万亩，滩涂面积1.5万亩。36平方公里的大蚶山雄冠埭头境内，涉及10个村。全镇有22个行政村（含黄瓜、告杯二个海岛渔业村）和1个社区居委会（埭新社区居委会），现有人口12.7万人。

## 行政区划
埭头镇共辖1个社区及22个行政村，分别是：
埭新社区、石城村、东林村、黄瓜村、淇沪村、后郑村、樟林村、翁厝村、石塔村、温李村、湖东村、英田村、高林村、赤石村、后温村、武盛村、汀岐村、潘宅村、筶杯村、田边村、鹅头村、汀港村和黄岐村。

## 旅游资源
天云洞风景区位于大蚶山南麓，距莆田城区36公里，风景清幽，唐朝诗人罗隐来过此山赞叹“满山皆秀”。天云洞以峰奇、石怪、洞幽、林秀、径曲著称，景区内有一线天、九真观、致雨龙池、三十六碟、覆船坡等神秘莫测、蔚为奇观的景点50多处，兴化四季最为宜人的四大景色之一“夏天云”便是大蚶山的天云洞。
相传蚶山远古时代原为海底一巨礁，后因地壳变迁，升出海面，其历千年浪淘潮蚀，成为今日岩阵群立，怪石杂陈，洞穴奇多，石像遍布的景观。
沿莆埭公路到温李村，向北拐，山道盘旋而上，车子停在半山腰，然后拾级而上，迎面突兀一人面谱巨石，人称“仙人迎客”，曲径通幽，便见“云海仙踪”巨幅石刻，有“仙公洞”、“龙喉”巨洞，还有“归真”“忘返”诸洞，洞穴相间，洞幽壑深，是消暑胜地，并有鳌峰岩上的“上帝殿”、“通明殿”、“孔子殿”、“同道寺”等诸多建筑，都是依峰傍石，逢崖就壁而立，密集分布在方圆不到400平方米的巨岩怪石丛中，且有曲径相通，景致独幽。从天云洞北行约200米处，路旁左侧一巨石上，有石刻“致雨龙池”四个大字，石下有一活泉，相传系南宋幼帝与丞相陆秀夫南奔经莆留迹处。“致雨龙池”字迹，传系陆秀夫所留。“龙池”下行数十步，即见“恒山草堂”遗址。“恒山草堂”系清初邑儒陈恒山携妻带儿在此吟读课徒，隐居修身之处。“恒山草堂遗址”六字巨幅石刻令今人观之，陡发思古之幽情。
沿草堂北上即达相传“仙佛斗法”的“三十六碟”，在几百平方米巨石的顶面上，错落着似盘、碗、碟、汤匙等食具形状的积水窟窿，相映成趣，由此石像衍生而来的“仙佛斗法”神话故事至今流传。再往北行数十米，即见山顶巨石群中的一元宝状巨石，重数十吨，然以手推之即能左右晃动，称之“风动石”，风动石的四周皆有如驼、鹰、狗等石像群，并有东西覆船石等，蔚为奇观，附近还有石鱼鼓、石磬、十八跳石等，还有唐人罗隐居留处“隐洞”等古迹。
大凡“界外”之山多不毛，只见石头不见草，然滴水岩周围苍松翠柏傲崖挺立，奇花异草点缀其景，不失为一处假日休闲，登高揽胜的好去处。